# John de Vaux
John de Vaux († 1287) war ein englischer Adliger und Beamter.

## Herkunft und Rolle im Zweiten Krieg der Barone
John de Vaux war ein Sohn von Oliver de Vaux und vermutlich von dessen Frau Petronilla de Craon. Sein Vater war ein kleinerer Kronvasall, zu dessen Besitzungen unter anderem Freiston in Lincolnshire, Güter in Norfolk und anderen Teilen Englands gehörten. John de Vaux diente als junger Ritter 1257 im Gefolge des Thronfolgers Lord Eduard. 1259 gehörte er weiter zu den Unterstützern des Thronfolgers, doch nach der Entlassung von Roger of Leybourne aus dem Dienst des Thronfolgers 1262 schloss er sich mit mehreren anderen Adligen der Adelsopposition unter Simon de Montfort an. Im Juni 1263 gehörte er zu den Adligen, die Bischof Peter D’Aigueblanche aus der Kathedrale von Hereford entführten. Doch bereits im Oktober 1263 stand er wieder auf der Seite von König Heinrich III. und von Lord Eduard. Er unterstützte im Dezember 1263 den König, als dieser im Streit mit der Adelsopposition einer Vermittlung durch den französischen König zustimmte, und kämpfte während des offenen Kriegs der Barone im August 1265 auf der Seite der königlichen Partei in der Schlacht von Evesham. Nach dem Sieg des Königs erhielt er im Oktober von den Rebellen beschlagnahmte Häuser in London.

## Spätere Tätigkeiten
Nach dem Ende des Kriegs der Barone diente Vaux als Sheriff von Norfolk und Suffolk, doch 1285 schuldete er der Krone über £ 213. Da er diese Summe nicht aufbringen konnte, wurden ihm £ 80 seiner Schuld erlassen, die vor allem durch seinen Dienst als Sheriff entstanden waren. 1285 diente er als königlicher Richter und schließlich diente er, als Jean de Grailly das Amt des King’s Lieutenant der Gascogne innehatte, als Seneschall.

## Ehe und Nachkommen
John de Vaux hatte vermutlich eine Sibilla geheiratet, deren Herkunft unbekannt ist. Er hinterließ zwei Töchter, unter denen seine Besitzungen aufgeteilt wurden:
- Petronilla ⚭ William de Nerford
- Matilda ⚭  William de Ros, 1. Baron de Ros